# Табачногрудый древолаз
Табачногрудый древолаз (лат. Dendrexetastes rufigula) — вид воробьинообразных птиц из семейства печниковых (Furnariidae), выделяемый в монотипный род табачногрудых древолазов (Dendrexetastes). Этот древолаз обитает в Южной Америке, на высоте до 500 метров над уровнем моря. Длина тела — 24 см. Весит взрослая птица около 70 грамм.

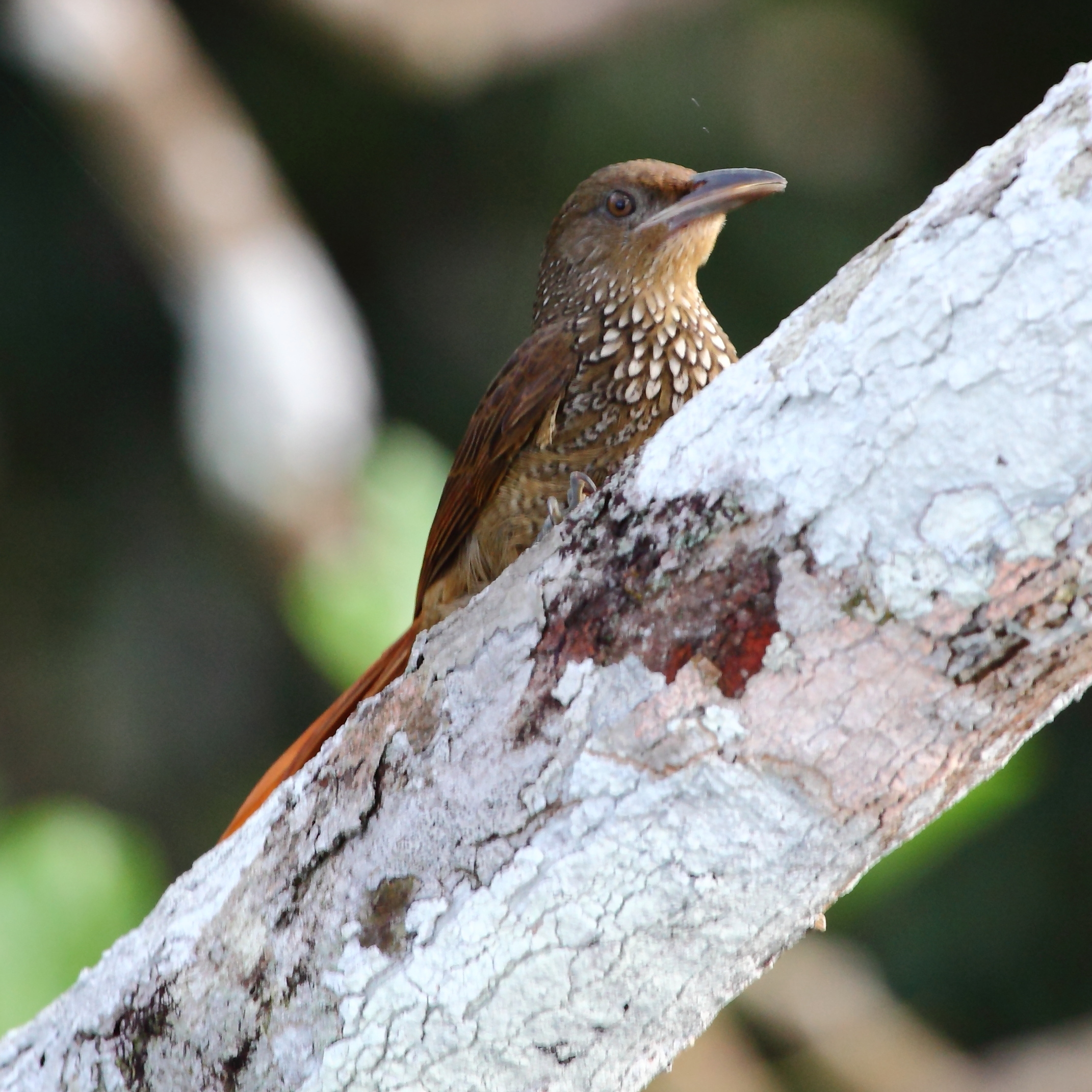

## Подвиды
4 подвида:
- Dendrexetastes rufigula devillei — запад Амазонии — от центральной части Колумбии, востока Эквадора и востока Перу восточнее до запада Бразилии и южнее до севера Боливии[1];
- Dendrexetastes rufigula rufigula — северо-восток Амазонии — северные берега Амазонки, восток Венесуэлы, Гвиана и север Бразилии[1];
- Dendrexetastes rufigula moniliger — амазонская Бразилия — от реки Мадейра на восток до низа реки Токантинс и южнее до Мату-Гросу[1];
- Dendrexetastes rufigula paraensis — амазонская Бразилия — на востоке Пара[1].